# Minjibir
Minjibir é uma cidade e área de governo local da Nigéria situada no estado de Cano. Compreende área de 416 quilômetros quadrados e segundo censo de 2006 havia 213 794 habitantes.